# غريغوري غاي
غريغوري غاي (بالإنجليزية: Gregory Gaye)‏ مواليد 10 أكتوبر 1900 في سانت بطرسبرغ - الوفاة 23 أغسطس 1993 في كاليفورنيا، الولايات المتحدة، هو ممثل أمريكي بدأ مسيرته الفنية سنة 1928. امتدت مسيرته الفنية لأكثر من 51 عاما.

## الأعمال
- العاصفة
- دودسورث
- طيار الاختبار
- نينوتشكا
- صديقتي سالي
- كازبلانكا
- دماء على الشمس
- العازب وبوبي سوكسر
- العمة مامي
- باتمان

## روابط خارجية
- غريغوري غاي على موقع IMDb (الإنجليزية)
- غريغوري غاي على موقع ألو سيني (الفرنسية)
- غريغوري غاي على موقع ميوزك برينز (الإنجليزية)
- غريغوري غاي على موقع تيرنر كلاسيك موفيز (الإنجليزية)
- غريغوري غاي على موقع أول موفي (الإنجليزية)
- غريغوري غاي على موقع قاعدة بيانات برودواي على الإنترنت (الإنجليزية)
- غريغوري غاي على موقع قاعدة بيانات الأفلام السويدية (السويدية)
- غريغوري غاي على موقع قاعدة بيانات الفيلم (الإنجليزية)
- غريغوري غاي على موقع كينوبويسك (الروسية)